# La Fenêtre bleue
La Fenêtre bleue est un tableau réalisé par le peintre français Henri Matisse en 1913. De format vertical, cette huile sur toile est une nature morte qui représente différents objets, parmi lesquels un vase de fleurs, une sculpture et une lampe de chevet sont posés devant une fenêtre par laquelle on aperçoit, au milieu d'arbres, le toit de l'atelier de l'artiste à Issy-les-Moulineaux. Passée par le musée Folkwang d'Essen, en Allemagne, l'œuvre en est retirée en 1937 au motif d'être de l'art dégénéré. Elle est conservée depuis 1939 au Museum of Modern Art, à New York, aux États-Unis.